# Екарт фон Чаммер унд Остен
Екарт Ганс фон Чаммер унд Остен (нім. Eckart Hans von Tschammer und Osten; 5 грудня 1885, Дрезден — 30 січня 1946, Мінськ) — німецький офіцер, генерал-майор вермахту.

## Біографія
Представник знактного сілезького роду. Син оберстлейтенанта Саксонської армії Ганса фон Чаммера унд Остена (1856–1922) і його дружини Бетті, уродженої фон Меч (1861–1903), дочки власника лицарської мизи і політика Еміля фон Меча. Старший брат спортивного функціонера Ганса фон Чаммера унд Остена.
1 квітня 1905 року всутпив на флот. 26 січня 1906 року перейшов в гренадерський полк №100 Саксонської армії. З 1 серпня 1914 року — комаддир 1-го фортечного кулеметного дивізіону, з 10 жовтня 1914 року — кулеметного взводу, з 7 серпня 1915 року — кулеметної роти, з 27 червня 1916 року — батальйону. З 1 жовтня 1916 року — офіцер-кулеметник в штабі 244-го резервного піхотного полку. З 8 березня 1917 року — інструктор кулеметних курсів. З 1 вересня 1918 року виконував обов'язки командира батальйону, з 17 жовтня 1917 року — полку. З 9 квітня 1918 року — командир роти.
З 1 жовтня 1923 року — інструктор з фізичної підготовки. З 1 листопада 1923 року служив в штабі 16-го піхотного полку (Кассель). З 1 травня 1926 року — командир 1-ї роти свого полку (Ерфурт). З 1 жовтня 1926 року служив в штабі 2-го батальйону 17-го піхотного полку (Геттінген). З 1 січня 1927 року — командир 5-ї роти свого полку (Геттінген). З 1 травня 1929 року знову служив в штабі 2-го батальйону. З 13 лютого 1933 року — комендант полігону Кенігсбрюка. З 1 жовтня 1934 року — командир 2-го батальйону 31-го (Глаухау), з 15 жовтня 1935 року — 3-го батальйону 102-го піхотного полку (Глаухау).
З 6 жовтня 1936 року — навчальний керівник в Дортмунді, з 1 серпня 1938 року — в Лінці, з 1 квітня 1939 року — в Кремсі. З 1 лютого 1940 року — командир 130-го запасного піхотного, з 14 червня 1940 року — 548-го піхотного, з 19 липня 1940 року — знову 130-го запасного піхотного, з 5 жовтня 1940 року — 447-го піхотного полку. З 1 грудня 1940 року — комендант Кольмара. З 30 червня 1941 року — командир 202-ї бригади охорони. З 10 травня 1942 року — комендант 392-ї старшої польової комендатури (Мінськ). 1 грудня 1942 року відправлений в командний резерв ОКГ. 7-16 грудня 1942 року пройшов курс у справах військовополонених. З 13 березня 1943 року — комендант 531-ї польової комендатури (Шалон-ан-Шампань), з 1 червня 1943 року — полігону Графенвера. 15 червня 1944 року знову відправлений в командний резерв ОКГ. 1 липня 1944 року відряджений в штаб 558-го тилового району 8-ї армії, з 16 липня 1944 року — в укріпрайон Констанца. З 20 серпня 1944 року — комендант 853-ї польової комендатури (Румунія). 25 серпня 1944 року взятий в полон румунськими військами біля Чернаводе, пізніше переданий радянській владі. На показовому Мінському процесі був засуджений до страти. Повішений.

## Сім'я
19 серпня 1913 року одружився в Дрездені з Кароліною Камп фон Шенберг (1891). В пари народились 4 дочки. Одна з дочок, Марі-Елізабет (1919), 30 жовтня 1946 року вийшла заміж за капітан-лейтенанта барона Горста фон Люттіца.

## Звання
- Морський кадет (1 квітня 1905)
- Фанен-юнкер (26 січня 1906)
- Фенріх (21 червня 1906)
- Лейтенант (16 квітня 1907)
- Оберлейтенант (14 жовтня 1914)
- Гауптман (16 листопада 1916)
- Майор (1 жовтня 1929)
- Оберстлейтенант (1 грудня 1933)
- Оберст (1 жовтня 1935)
- Оберст служби комплектування (1 вересня 1936)
- Генерал-майор (30 грудня 1940)

## Нагороди
- Орден дому Саксен-Ернестіне, лицарський хрест 2-го класу (8 лютого 1913)
- Залізний хрест 2-го і 1-го класу
- Орден Альберта (Сакоснія)
  - лицарський хрест 2-го класу з мечами (3 липня 1915)
  - лицарський хрест 1-го класу з мечами (13 червня 1917)
- Військовий орден Святого Генріха, лицарський хрест (19 жовтня 1916)
- Хрест «За військові заслуги» (Австро-Угорщина) 3-го класу з військовою відзнакою
- Нагрудний знак «За поранення» в чорному
- Почесний хрест ветерана війни з мечами
- Медаль «За вислугу років у Вермахті» 4-го, 3-го, 2-го і 1-го класу (25 років; 2 жовтня 1936) — отримав 4 нагороди одночасно.
- Застібка до Залізного хреста 2-го класу (1939)
- Хрест Воєнних заслуг
  - 2-го класу з мечами (20 квітня 1942)
  - 1-го класу з мечами (1 вересня 1942)
- Медаль «За зимову кампанію на Сході 1941/42» (13 серпня 1942)